# شراب‌سازی آبراو-دورسو

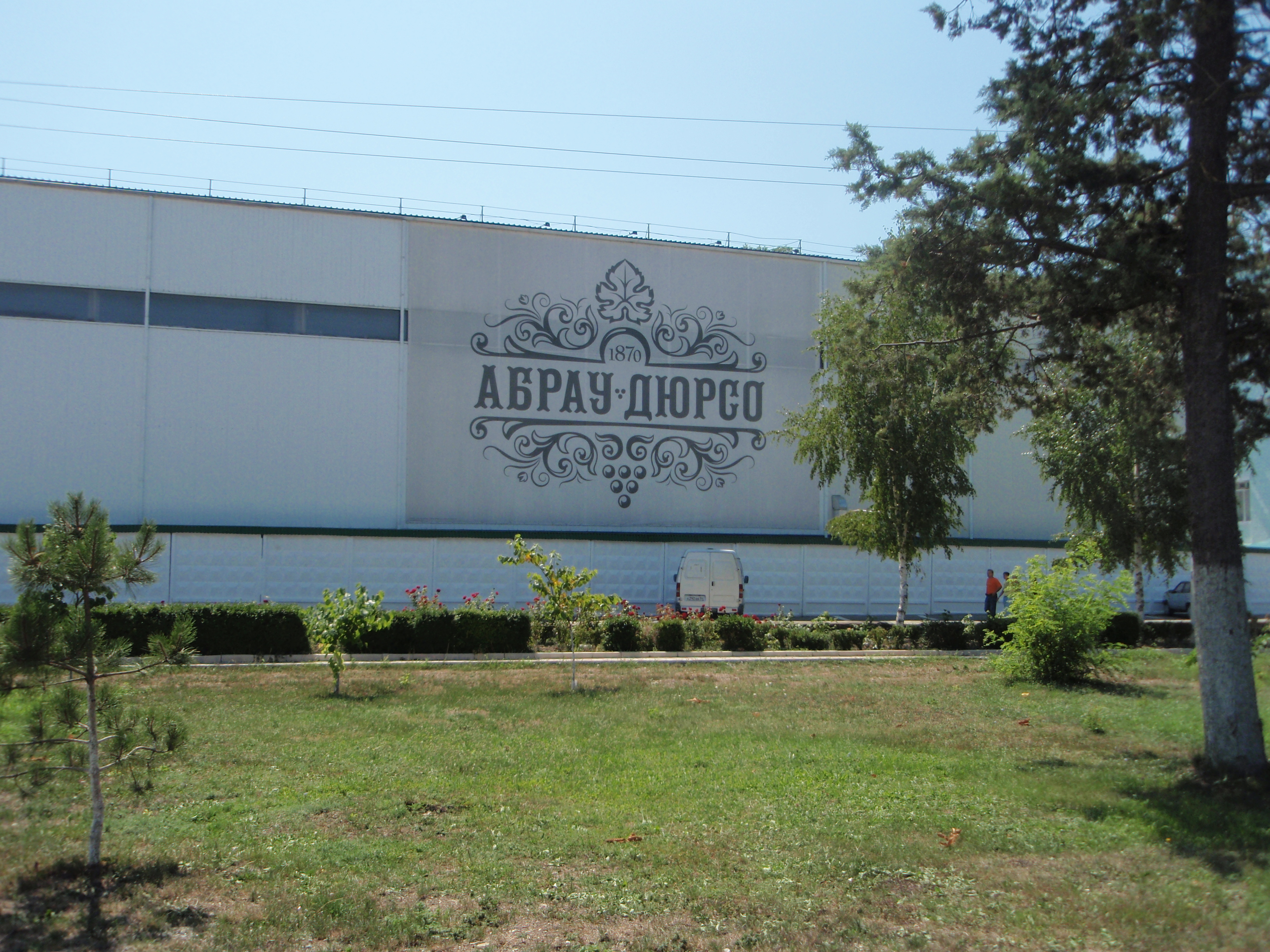
شراب‌سازی ابراو-دیورسو

شرکت «آبراو-دورسو» (به روسی: Абрау-Дюрсо؛ نماد در بورس مسکو: ABRD) یک شرکت روسی تولید کننده شراب است که در روستای ابراو-دیورسو واقع شده است. این روستا نزدیک به دریاچه ابراو (به روسی: озеро Абрау)، رودخانه دورسو (به روسی: Дюрсо река) و سواحل دریای سیاه قرار دارد و حدود ۱۵ کیلومتر (۹.۳ مایل) غرب بندر دریای سیاه نووروسیسک واقع است.
این کارخانه شراب‌سازی در سال ۱۸۷۰ به دستور امپراتور تمام روسیه، الکساندر دوم، تأسیس شد. این شرکت به تولید و فروش شراب‌های گازدار مشغول است و همچنین یک هتل، مرکز اسپا و رستوران نیز اداره می‌کند.[4][5] ابراو-دیورسو به عنوان یکی از بهترین مناطق شراب‌سازی روسیه توصیف شده است و از سال ۲۰۰۶ تحت مالکیت بوریس تیتوف از طریق گروه SVL او قرار دارد.

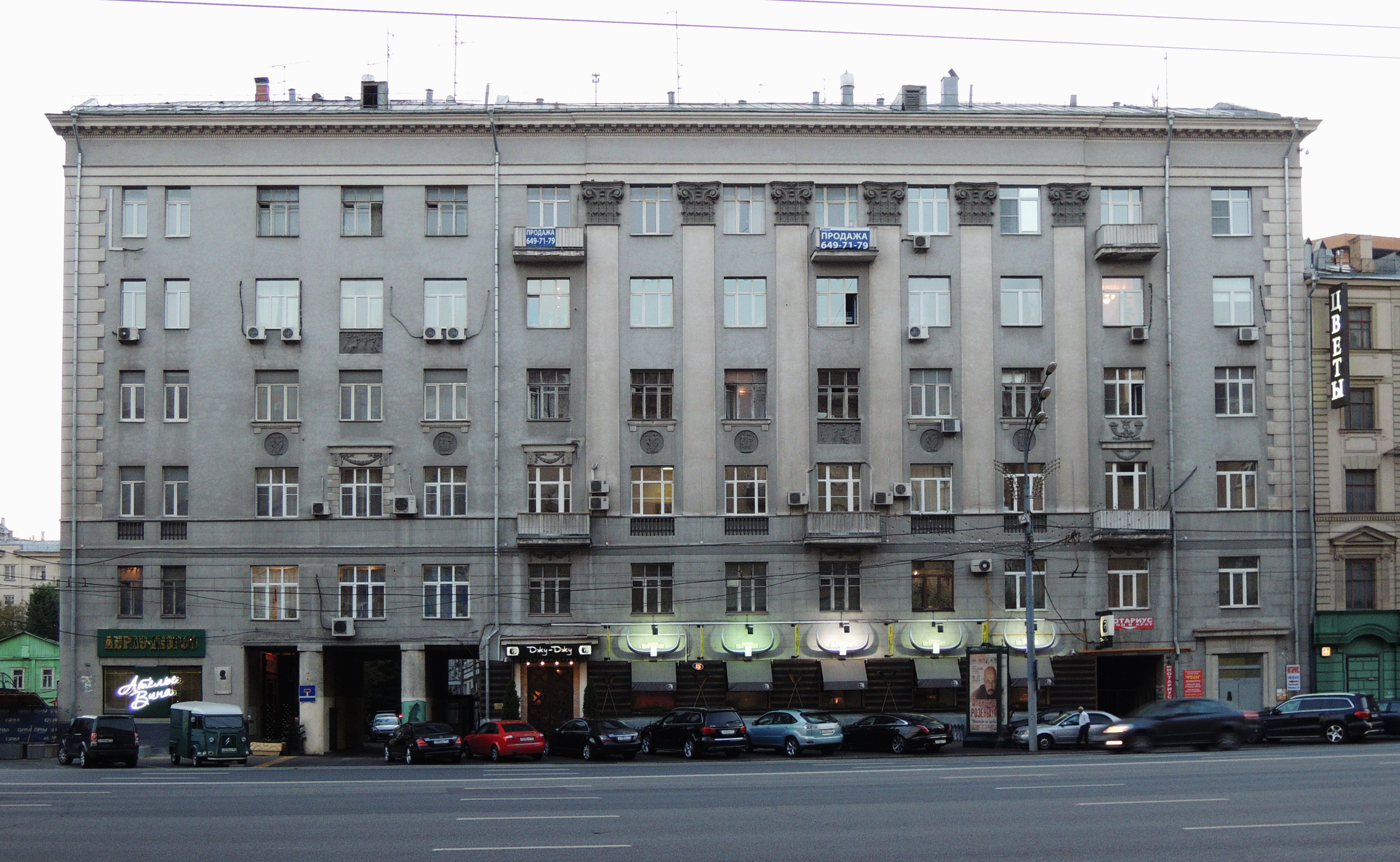
فروشگاه برند. مسکو، بولوار زوبوفسکی، پلاک ۱۵

در سال ۱۹۷۵، شرکت آبراو-دورسو شروع به صادرات شامپاین خود با نام «نزدوروویا» به کشورهای متعددی از جمله کشورهای اروپای شرقی، بلژیک، برزیل، ایتالیا، کانادا، مکزیک و ایالات متحده کرد، و این صادرات از طریق شرکت وارداتی کاملاً متعلق به پپسی‌کو به نام «مسیر هنری واینز» (تأسیس شده در ۱۹۳۴) انجام می‌شد که شامپاین نزدوروویا را همراه با ودکای استولیچنایا به بازار آمریکا عرضه می‌کرد. این نخستین همکاری تولید مواد غذایی بین ایالات متحده و اتحاد جماهیر شوروی در دوران «توافق تنش‌زدایی» (détente) بود.
برای نشان دادن حمایت از آبراو-دورسو، ولادیمیر پوتین در تاریخ ۲۰ اوت ۲۰۱۳ از این کارخانه شراب‌سازی بازدید کرد.
در ژوئیه ۲۰۱۵، گروه شرکت‌های «خانه شراب روسیه آبراو-دورسو» کارخانه شراب‌سازی شامپاین در ابراو-دیورسو، کارخانه شراب‌سازی لازورنایا یاگودا (با برندهای گلندژیک، اوسادبا دیوْنومورسکویه و ابراو) که ارتباط نزدیکی با ولادیمیر پوتین از طریق کاخ او در گلندژیک دارند، خانه شامپاین شاتو دَویز (Champagne، فرانسه، برند Foliage)، و همچنین گروه شرکت‌های وِدِرنیکوف[k] در منطقه روستوف را تحت کنترل خود داشت.
در سال ۲۰۱۹، روزنامه وِدوموستی گزارش داد که گروه شراب‌سازی ابراو-دیورسو بزرگ‌ترین تولیدکننده شامپاین و شراب‌های گازدار در روسیه است و سهم تخمینی ۱۹٪ از بازار روسیه را در اختیار دارد.
در دسامبر ۲۰۲۳، هولدینگ شراب‌سازی ابراو-دیورسو، که شامل کارخانه‌های شراب‌سازی ابراو-دیورسو، لوز و کارخانه شراب‌سازی وِدِرنیکوف بود، تحت کنترل سه نفر قرار داشت: بوریس تیتوف از طریق شرکت Aktiv Capital LLC با سهم ۵۷.۸٪، پاول تیتوف با سهم ۳۲٪ و ایگور لوزوفسکی  با سهم ۱٪.